# Hilfe, meine Braut klaut
Hilfe, meine Braut klaut ist eine deutsch-österreichische Verwechslungskomödie von Werner Jacobs aus dem Jahr 1964. In den Hauptrollen sieht man Peter Alexander, Cornelia Froboess und Gunther Philipp.

## Inhalt
Valentin Haase ist glücklicher Werbegrafiker in der Schokoladenfabrik Bensberg. Er raucht und trinkt nicht, ist bescheiden und ein grundsolider Junggeselle. Aus diesem Grund erhält er von seinem Chef, Direktor Bensberg, den Auftrag, die Tochter von Konzernchef Schöner am Flughafen abzuholen und ihr Wien zu zeigen.
Valentin kann die Konzernerbin und Millionärstochter am Flughafen zwar nicht finden, verliebt sich aber augenblicklich in eine andere junge Dame, die ungerechtfertigterweise eines Diebstahls bezichtigt wird, nicht wissend, dass genau sie die von ihm Gesuchte ist. Das junge hübsche Fräulein stellt sich ihm als Babs vor und behauptet, auf der Suche nach einer Anstellung zu sein.
Valentin findet bei ihr immer wieder wertvolle und teure Luxusartikel, woraufhin er denkt, dass seine Braut offenbar kleptomanisch veranlagt sei. Sein Freund, der Hoteldetektiv Gustav Notnagel, verstärkt das Verwechslungschaos dann auch noch.
Nach dem Eintreffen von Generaldirektor Schöner in Wien und nachdem Valentin und Gustav sogar kurze Zeit im Gefängnis verbringen müssen, klärt sich alles auf. Valentin und Babs heiraten.

## Lieder
- Was Frauen träumen (Peter Alexander)
- Gloria (Peter Alexander und Cornelia Froboess)
- Little-Bittel Mondenschein (Cornelia Froboess)
- Wodka-Beatle-Boy (Peter Alexander)

## Kritik
Filmbeobachter: „Diese mit Schlagern durchsetzte Verwechslungsgeschichte strickt sich mit ihrem konventionellen Schwankschema so brav und einfallslos ab wie der Topflappen einer Erstkläßlerin: nur einfache Maschen von oben bis unten.“
Film-Dienst: „Ein anspruchsloses Lustspiel zwischen einigen amüsanten Szenen und viel Klamauk, das dank des flotten Spiels durchaus unterhält.“

## Nachweise
1. ↑  Manfred Hobsch: Liebe, Tanz und 1000 Schlagerfilme, 1998, S. 179
2. ↑  Hilfe, meine Braut klaut (Memento des Originals vom 8. Februar 2015 im Internet Archive)  Info: Der Archivlink wurde automatisch eingesetzt und noch nicht geprüft. Bitte prüfe Original- und Archivlink gemäß Anleitung und entferne dann diesen Hinweis. bei kabeleins.de